# Condado de Nassau (Nova Iorque)
O Condado de Nassau (em inglês:  Nassau County) é um dos 62 condados do estado americano de Nova Iorque. A sede do condado é Mineola, e sua localidade mais populosa é Hempstead. Foi fundado em 1899.
Com quase 1,4 milhão de habitantes, de acordo com o censo nacional de 2020, é o sexto condado mais populoso do estado e o 30º mais populoso do país. É também o sexto mais densamente povoado do estado.

## Geografia
De acordo com o Departamento do Censo dos Estados Unidos, o condado possui uma área de 1 174,2 km², dos quais 736,9 km² estão cobertos por terra e 437,3 km² (37,2%) por água.

## Demografia
Desde 1900, o crescimento populacional médio do condado, a cada dez anos, é de 36,9%.
Segundo o censo nacional de 2020, o condado possui uma população de 1 395 774 habitantes e uma densidade populacional de 1 894,0 hab/km². Seu crescimento populacional na última década foi de 4,2%, igual a média estadual. É o sexto condado mais populoso de Nova Iorque e o 30º mais populoso dos Estados Unidos. É também o sexto mais densamente povoado do estado.
Possui 476 732 residências que resulta em uma densidade de 646,9 residências/km² e um aumento de 1,8% em relação ao censo anterior. Deste total, 4,5% das unidades habitacionais estão desocupadas. A média de ocupação é de 2,9 pessoas por residência.